# هوبرت هادلستون
هوبرت هادلستون (انگلیسی: Hubert Huddleston; ۲۰ ژانویهٔ ۱۸۸۰ – ۲ اکتبر ۱۹۵۰) فرد نظامی اهل بریتانیا بود. وی همچنین برندهٔ جوایزی همچون صلیب نظامی شده‌است.